# Periscepsia lateralis
Periscepsia lateralis är en tvåvingeart som först beskrevs av Macquart 1843.  Periscepsia lateralis ingår i släktet Periscepsia och familjen parasitflugor. Inga underarter finns listade i Catalogue of Life.